# 랠프 타바킨
랠프 타바킨(Ralph Tabakin, 1921년 9월 22일 ~ 2001년 5월 13일)은 미국의 배우, 텔레비전 배우이다.
샌안토니오에서 태어났으며 실버스프링에서 사망하였다.

## 영화
- 왝 더 독 (1997년)
- 슬리퍼스 (1996년)
- 폭로 (1994년)
- 토이즈 (1992년)
- 레인 맨 (1988년)
- 피라미드의 공포 (1985년)
- 내츄럴 (1984년)